# Nuta James
Nuta Bartlett James (8 de maig de 1885 - 6 d'abril de 1976), també coneguda com Benevenuta Monteiro James, va ser una revolucionària i feminista brasilera.

## Biografia
Nuta Bartlett James va néixer a Alegrete, Rio Grande do Sul, prop de la zona fronterera amb l'Uruguai i l'Argentina. El seu naixement va arribar als darrers anys de l'Imperi del Brasil, al zenit de dos importants moviments civils: l'abolicionisme i el republicanisme. James era néta del baró de São Borja, una altra ciutat gaúcha. El seu avi patern, el baró Vitorino José Carneiro Monteiro, va tenir una il·lustre carrera militar: tot i que va néixer a Recife, va participar en campanyes memorables a l'Uruguai i al Paraguai. La seva mare era Sarah Chermont Monteiro, i el seu pare era Victorino Ribeiro Carneiro Monteiro, qui va representar el seu estat natal, Rio Grande do Sul, a l'Assemblea Constituent Republicana del Brasil del 1891. Va ser educada al Col·legi Sion a Petrópolis. El 1911 es va casar amb Bartlett George James, un home d'origen anglès que va ser escollit com a diputat federal del llavors Districte Federal de Rio de Janeiro.
La parella es va dedicar a fer campanya a favor de Nilo Peçanha per a les eleccions a la presidència de la República de 1921. Peçanha va ser derrotat entre acusacions al govern d'emprar tàctiques corruptes i lawfare. La casa de Bartlett James al barri carioca de Todos os Santos es va convertir en un lloc de resistència al govern d'Epitácio Pessoa -el president sortint- i a Artur Bernardes -guanyador dels comicis gràcies als acords coneguts com la "política de cafè amb llet". La tensió va esclatar el juliol de 1922 amb la revolta dels 18 del Fort de Copacabana, que va ser ràpidament sufocada. Aquesta va ser la primera de les revoltes tenentistes, insurreccions liderades per càrrecs intermedis de l'exèrcit brasiler. El seu marit va ser empresonat a l'illa de Rasa, on no va voler declarar ni col·laborar amb les autoritats. El govern de Bermardes va activar la unitat dirigida pel mariscal Manuel Lopes Carneiro da Fontoura, que va irrompre en la casa del matrimoni sota el pretext de buscar explosius. Nuta James va respondre amb trets, i va ser detinguda i empresonada durant dos mesos i mig. El seu marit va romandre empresonat durant 26 mesos.
Dedicada a la resistència armada amb l'objectiu de la reforma social al Brasil, Nuta James va participar en la revolta paulisa de 1924, sota la direcció del general Isidoro Dias Lopes. Va ser membre de diverses conspiracions antigovernamentals i es va ocupar de la distribució d'una revista clandestina, O 5 de Julho. El seu marit va ser empresonat de nou, juntament amb un dels seus fills menors, en la vigília de la Revolució de 1930, un aixecament amb el qual estava fermament compromesa. Quan el govern de Washington Luís es va rendir el 24 d'octubre de 1930, Nuta James es va dirigir sola a la presó per alliberar el seu marit i el seu fill. Un cop allà, va assumir el control del centre penitenciari, evitant que els presos comuns s'escapessin. Durant un temps, van donar suport al govern provisional de Getúlio Vargas, però quan va començar la Revolució Constitucionalista de 1932, es van unir al clam popular exigint una nova Constitució. El govern va sortir-ne victoriós i Vargas va fundar el règim autoritari de l'Estado Novo. l'any 1937. Des d'aleshores, la parella es va negar a comprometre's políticament amb Vargas.
Enviudada el 1939, Nuta James va centrar els seus esforços en sufragar l'educació dels seus nou fills. A partir del 1945, amb la redemocratització del país, va tornar de ple a la política, participant en la fundació de la Unió Nacional Democràtica (UDN), amb la que va optar a un escó de diputada federal. La seva pèrdua electoral es va atribuir principalment a una campanya iniciada per l'Església Catòlica, que la va titllar de comunista a causa de les seves relacions amb Luís Carlos Prestes, Arcelina Mochel i altres.
Sempre a la primera línia de les campanyes de la UDN, va donar suport a companys com Eduardo Gomes, Juarez Távora i Jânio Quadros. Va estar molt implicada en el moviment pels drets de les dones del Brasil i en la campanya "El petroli és nostre", que demanava la nacionalització dels recursos naturals. Era sempre a primera fila en les manifestacions, tot i que sovint eren trencades per la policia muntada. Pel seu entusiasme, va ser escollida directora nacional de la UDN. Va participar activament en les campanyes de 1945, que van fer caure Getúlio Vargas, i les de 1964, que van triar Castelo Branco president de la nova dictadura militar. No obstant això, es va desil·lusionar amb la direcció del moviment, i James va tornar a allunyar-se de la política.
La seva última aparició política va ser l'any 1974, quan va fer campanya per l'elecció del seu fill Victorino James. Nuta va morir el 1976, a Rio de Janeiro.

## Llegat
S'han batejat diversos llocs en el seu honor, com ara el Col·legi Estatal Nuta Bartlett James a Nilópolis, l'avinguda Nuta James de Barra da Tijuca i l'estació d'autobosos Nuta James a Rio de Janeiro.